# Craven (district)
Pour les articles homonymes, voir Craven.
Craven est un ancien district non métropolitain du Yorkshire du Nord, en Angleterre, centré sur la ville marchande de Skipton. Il a existé de 1974 à 2023.

## Géographie
Le district s'étendait sur 1 177,39 km2 dans l'ouest du Yorkshire du Nord.

## Étymologie
Le nom Craven pourrait dérivé du mot pré-celtique cravona, signifiant région rocheuse, ou du celtique, proche du gallois craf, ou ail. En effet, au Moyen Âge la région était connue pour son ail des ours.

## Histoire
Historiquement il s'agit du royaume breton de Craven. Avant que Craven ne devienne le nom du district éponyme, cette région a été délimitée par des frontières diverses suivant que l'on s'y intéresse sur le plan administratif, religieux ou fiscal.
Le district moderne a été créé le 1er avril 1974 par le Local Government Act 1972. 
Les sept districts non métropolitains du Yorkshire du Nord, dont celui de Craven, sont abolis le 1er avril 2023 et remplacés par une nouvelle autorité unitaire du Yorkshire du Nord.

## Villes
La plus grande ville de Craven est Skipton. Les autres centres urbains d'importance sont High Bentham (en), Settle, Grassington, et les grands villages de Sutton-in-Craven (en) et Cross Hills (en) avec Glusburn (en).

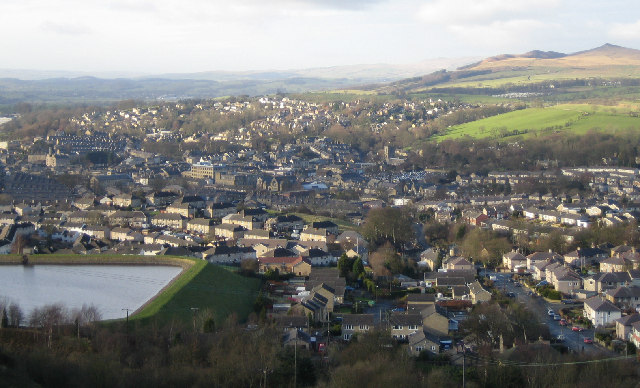
Skipton.
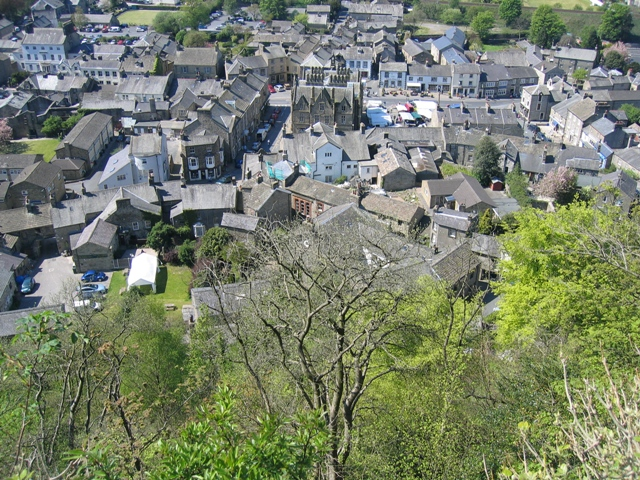
Settle
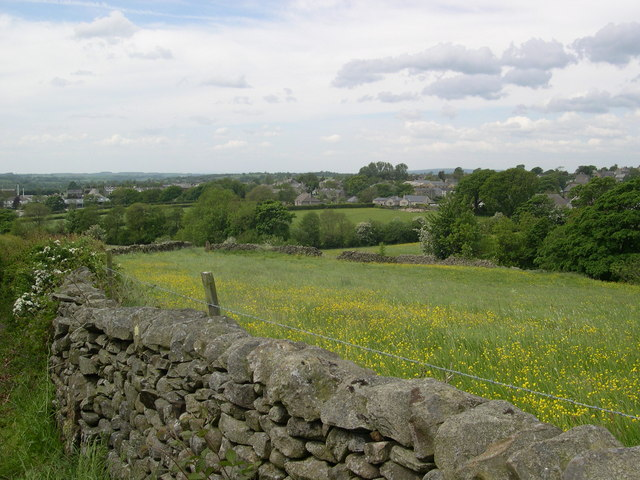
High Bentham.

## Paroisses civiles
Le district comprenait les paroisses civiles suivantes :
- Airton
- Appletreewick
- Arncliffe
- Austwick
- Bank Newton
- Barden
- Beamsley
- Bentham
- Bolton Abbey
- Bradleys Both
- Broughton
- Buckden
- Burnsall
- Burton in Lonsdale
- Calton
- Carleton
- Clapham cum Newby
- Coniston Cold
- Conistone with Kilnsey
- Cononley
- Cowling
- Cracoe
- Draughton
- Elslack
- Embsay with Eastby
- Eshton
- Farnhill
- Flasby with Winterburn
- Gargrave
- Giggleswick
- Glusburn and Cross Hills
- Grassington
- Halton East
- Halton Gill
- Halton West
- Hanlith
- Hartlington
- Hawkswick
- Hazlewood with Storiths
- Hebden
- Hellifield
- Hetton-cum-Bordley
- Horton in Ribblesdale
- Ingleton
- Kettlewell with Starbotton
- Kildwick
- Kirkby Malham
- Langcliffe
- Lawkland
- Linton
- Litton
- Long Preston
- Lothersdale
- Malham
- Malham Moor
- Martons Both
- Otterburn
- Rathmell
- Rylstone
- Scosthrop
- Settle
- Skipton
- Stainforth
- Stirton with Thorlby
- Sutton
- Thornton in Craven
- Thornton in Lonsdale
- Thorpe
- Threshfield
- Wigglesworth

## Politique et administration
Le district était dirigé par un conseil de trente membres, élus pour un mandat de quatre ans, qui à leur tour désignaient un chef (leader) qui dirigeait l'exécutif.

## Représentations dans la peinture

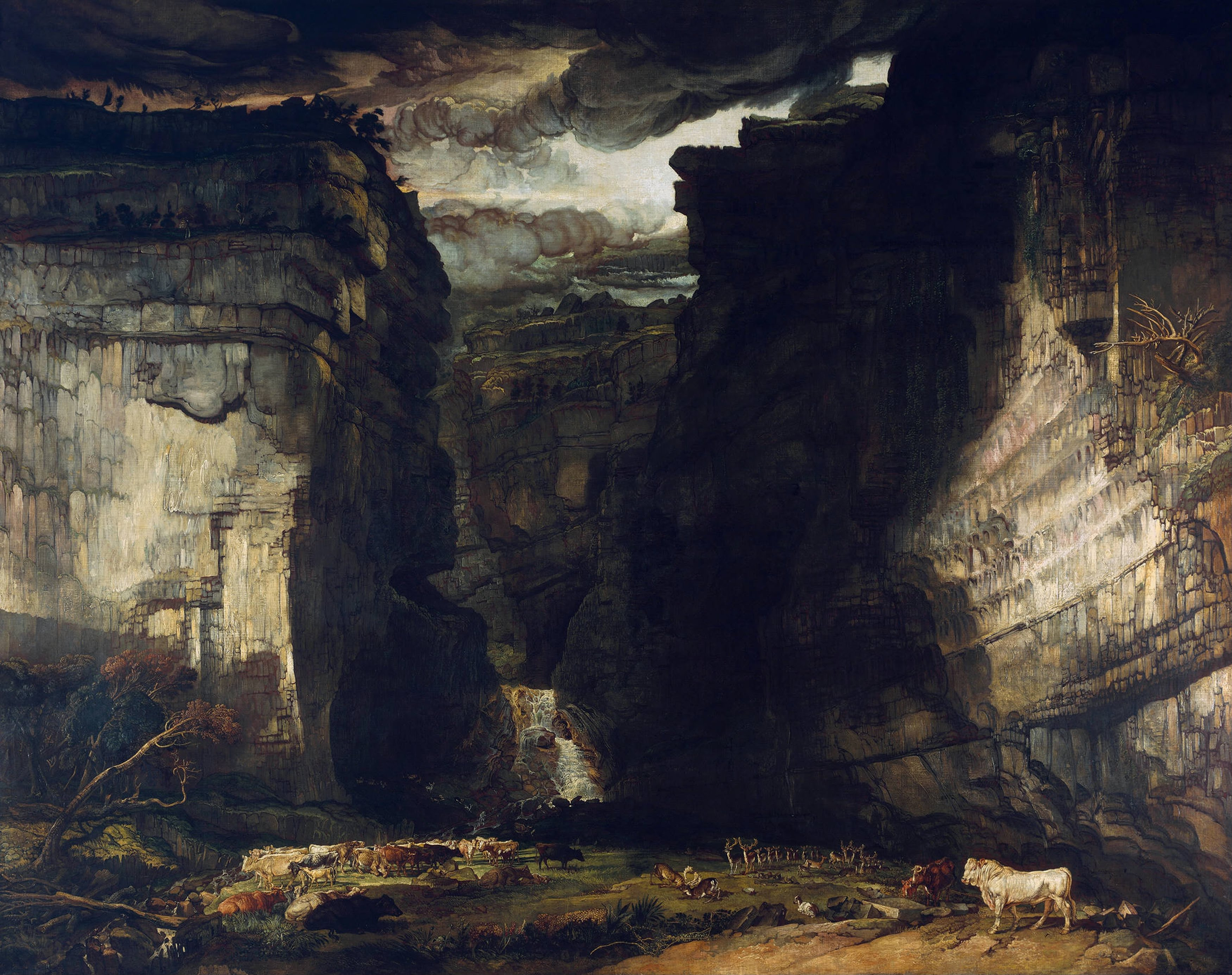
Gordale Scar
James Ward 1812–1814
Tate Britain, Londres

Le peintre James Ward réalisa vers 1812–1814 Gordale Scar (une vue de Gordale, dans le manoir d'East Malham à Craven, Yorkshire, propriété de Lord Ribblesdale). Il s'agit de falaises calcaires près de Settle, dans le Yorkshire. Cette huile sur toile fut exposée en 1815 et est conservée à la Tate Britain à Londres.
Quelques années plus tard c'est le peintre William Turner qui réalisa dans la paroisse de Beamsley, fin 1816, une aquarelle intitulée  Chasse à la grouse sur Beamsley Beacon, Angleterre, conservée à la Wallace Collection à Londres.